# 爾利效應
爾利效應（英語：Early effect），又译厄尔利效应或譯歐萊效應，也称基区宽度调制效应，是指當雙極性電晶體（BJT）的集电极－射極電壓VCE改變，基極－集电极耗尽宽度WB-C（耗尽区大小）也會跟著改變。此變化稱為爾利效應，由詹姆斯·M·厄利（James M. Early）所發現。

## 现象
右图中的有效中性基区为绿色，基区相邻的耗尽区为画有阴影的淡绿色，中性发射区和集电区为深蓝色，集电区相邻的耗尽区为画有阴影的淡蓝色。从图1中可以看到，若集电极－基极反向偏置增大，则基区相邻的耗尽区越宽，中性基区越窄。
在反向偏置电压的作用下，集电区相邻的耗尽区也会变宽，宽度超过基区相邻的耗尽区，因为集电区掺杂低。中性区和耗尽区的宽度的和要保持不变，因为二者符合电中和原理。集电区变窄不会产生非常大的影响，因为其宽度远大於基区。发射极－基极结不会发生变化，因为电压不变。
基区变窄对於电流的影响有以下两方面：
- 由於基区变得更窄，电子与空穴复合的可能性更小。
- 若穿过基区的电荷梯度增加，那么注入基区的少子电流会增加。

若集电区电压升高，以上因素都会使集电区或晶体管的输出电流增大，如下图所示的BJT输出特性曲线。特性曲线中电压较大时的切线进行反向外推，其延长线与电压轴相交，在电压轴上截得的负截距称为厄利电压（Early voltage），记为VA。
从爾利效應可以看出，如果BJT的基区寬度發生變化，會導致更大的反向偏置電壓在集电极－基極接面，會增加集电极－基極耗尽区寬度，減少基区寬度。整體來說，增加集电极電壓（VC），集电极電流（IC）也會跟著上升。

## 大信号模型
在正向有源区中，厄利效应使集电区电流{\displaystyle I_{\mathrm {C} }}和正向共射极电流放大系数{\displaystyle \beta _{\mathrm {F} }}发生了改变，通常二者满足下列关系：
{\displaystyle I_{\mathrm {C} }=I_{\mathrm {S} }e^{\frac {V_{\mathrm {BE} }}{V_{\mathrm {T} }}}\left(1+{\frac {V_{\mathrm {CE} }}{V_{\mathrm {A} }}}\right)}
{\displaystyle \beta _{\mathrm {F} }=\beta _{\mathrm {F0} }\left(1+{\frac {V_{\mathrm {CE} }}{V_{\mathrm {A} }}}\right)}
其中
- {\displaystyle V_{\mathrm {CE} }}是集电极－发射极电压
- {\displaystyle V_{\mathrm {T} }}是热电压{\displaystyle \mathrm {kT/q} }
- {\displaystyle V_{\mathrm {A} }}是厄利电压（一般为15 V－150 V，对於小型设备会更小）
- {\displaystyle \beta _{\mathrm {F0} }}是零偏压时的正向共射极电流放大系数

某些模型把集电极电流校正系数建立在集电极－基极电压VCB（见基区宽度调制）而不是集电极－发射极电压VCE的基础上。利用VCB建模在物理上似乎更为合理，因为从厄利效应的物理原因上来看，集电极－基极耗尽层的变宽取决於VCB的变化。计算机模型例如SPICE中所用的模型都使用集电极－基极电压VCB。

## 小信号模型
在小信号电路模型（如混合π模型）中，厄利效应可以被定义为满足如下关系的电阻：
{\displaystyle r_{O}={\frac {V_{A}+V_{CE}}{I_{C}}}\ \approx {\frac {V_{A}}{I_{C}}}\ }
可看出上式与晶体管的集电极－发射极PN结有关，因此这一电阻定义可解释简单电流镜或有源负载共射极放大器的有限输出电阻。
若与SPICE中保持一致，使用{\displaystyle V_{CB}}来表示电阻，则上式变为：
{\displaystyle r_{O}={\frac {V_{A}+V_{CB}}{I_{C}}}\ }
对於MOSFET，输出电阻在Shichman-Hodges模型（在非常陈旧的技术中是精确模型）中被定义为：
{\displaystyle r_{O}={\begin{matrix}{\frac {1+\lambda V_{DS}}{\lambda I_{D}}}\end{matrix}}={\begin{matrix}{\frac {1/\lambda +V_{DS}}{I_{D}}}\end{matrix}}},
其中{\displaystyle V_{DS}}=漏源极电压，{\displaystyle I_{D}}=漏极电流，{\displaystyle \lambda }=沟道长度调制系数，通常与沟道长度L成反比。由於MOSFET也有类似的双极性，MOSFET中也会使用“厄利效应”这一术语来描述类似的现象。